# Lust for Life (filme)
Lust for Life (bra: Sede de Viver; prt: A Vida Apaixonada de Van Gogh) é um filme estadunidense de 1956, do gênero drama biográfico, dirigido por Vincent Minnelli e codirigido por George Cukor, sobre a vida do pintor neerlandês Vincent Van Gogh, conforme adaptação da novela do mesmo nome de 1934, escrita por Irving Stone. Nos créditos, extensa lista de museus e outras entidades e pessoas que cederam pinturas originais para serem usadas no filme.

## Sinopse
O filme começa em 1877, contando o serviço religioso de Van Gogh em uma vila de mineiros na Bélgica. Vivendo em condições deploráveis e sem dar notícias, faz com que seu irmão Theo venha e o leve de volta à Holanda, para a casa da família. Van Gogh se recupera, mas uma desilusão amorosa o faz se mudar para Paris, onde seu irmão trabalha como negociante de artes. Na grande cidade, ele faz contato com diversos artistas impressionistas e conhece aquele que viria a ser seu maior amigo, Paul Gauguin. Influenciado por Gauguin, Van Gogh vai atrás de lugares ensolarados para pintar e se muda para a Bretanha. Algum tempo depois, Gauguin vai morar com ele. A situação precária em que vivem e a deterioração mental de Van Gogh faz com que os dois não continuem juntos. Theo vai em socorro de Van Gogh, que pede a ele para ser internado em um manicômio.

## Elenco principal
- Kirk Douglas… Vincent Van Gogh
- Anthony Quinn… Paul Gauguin
- James Donald… Theo Van Gogh
- Pamela Brown… Christine
- Everett Sloane… Dr. Gachet
- Niall MacGinnis.... Roulin
- Noel Purcell.... Anton Rudolf Mauve
- Henry Daniell.... Theodorus Van Gogh
- Madge Kennedy.... Anna Cornelia Van Gogh
- Jill Bennett.... Willemien
- Lionel Jeffries.... Dr. Peyron

## Premiações e indicações
- Recebeu o Oscar de melhor ator coadjuvante, para Anthony Quinn.
- Indicado ao Oscar de melhor ator, melhor direção de arte e melhor roteiro adaptado.
- Recebeu o Globo de Ouro melhor ator dramático do ano, para Kirk Douglas.